# Nagy László (ügyvéd, 1833–1862)
Nagy László (Csomaköz, 1833. április 6. – 1862. június 6.) jogi doktor, ügyvéd.

## Élete
Nagy Elek és nagyenyedi Adorján Eszter fia. Házi nevelésben részesült, de a nevelő inkább a német nyelv tanulása végett volt mellette. 1842-ben vitte atyja a zilahi gimnáziumba, ahol három év alatt a szintaxist elvégezte. Innét a német nyelv elsajátítására 1844-ben a késmárki líceumba került, ahol két év alatt megint a szintaxist tanulta kitűnő eredménnyel. 1846-ban a debreceni főiskolára iratkozott be, ahol a költészeti osztályba lépett és 1848-ban végezte az utolsó osztályt.
1849. január 26-án elvesztvén édesanyját, a nemzetőri szolgálatban apját váltotta fel és a csomaközi századdal Erdélybe a torockói havasokra ment. Innét hazakerülvén a világosi gyásznapok után olvasással töltötte idejét. Ekkor történt, hogy itthon mulatása alatt két menekülttől, Brassai Sámueltől a francia, Szabad Imrétől az angol nyelvet megtanulta. 1850-ben jogot hallgatni Késmárkra ment; de ott zavarosok levén a viszonyok, az év inkább társalkodással telt el. Ez időben német naplót írt, mely később elveszett. Ismét visszament a debreceni főiskolára, ahol két év alatt Vecsey tanártól a bölcseletet, Szücs Istvántól a jogot hallgatta. Megszűnvén ott a jogakadémia, pályája folytatása végett a pesti egyetemre ment, ahol 1856-ban doktori szigorlatot tett.
1856-ban apja társaságában külföldi utra indult Bécsen, Trieszten, Velencén, Milánón keresztül a Como tavához; innét Svájcba és május 16-án a Szent Gothárd hegyén keresztül szánkán Luzernbe, Bázelbe és Strasbourgon át Párizsba mentek, ahol a gazdasági kiállítást megtekintették. Azután Londonba mentek és visszautaztukban meglátogatták Teleki László grófot, apjának főnökét; Berlinen keresztül július 1-jén érkeztek vissza Pestre. Innét az akkori rendszer szerint ügyvédi gyakorlatra Nagyváradra Nagy József ügyvéd mellé, azután Aradra Cserepes Ferenc szintén ügyvéd mellé ment, mindenütt egy-egy évig segédkezve.
1859. júliusban gyenge egészsége helyreállítása végett Balatonfüredre utazott; azonban ott tüdőgyulladást kapott és a tüdővésszel küzdött otthon 1862. június 6-án bekövetkezett haláláig.

## Munkája
- Nagy László síremléke. Debreczen, 1863. (Ajánlás atyjától Latinovics Mór és Bereczki György kedves bajtársainak vigasztalásúl. Életrajza szintén atyjától.[2]

Apróbb dolgozatai: 12 költemény, eredetiek és fordítások Shelley és Moore után, Utazási naplótöredékei, Levelezések, Végakarata, Gyászlevél, Temetés, Utójegyzetek.